# Baïdjarakh

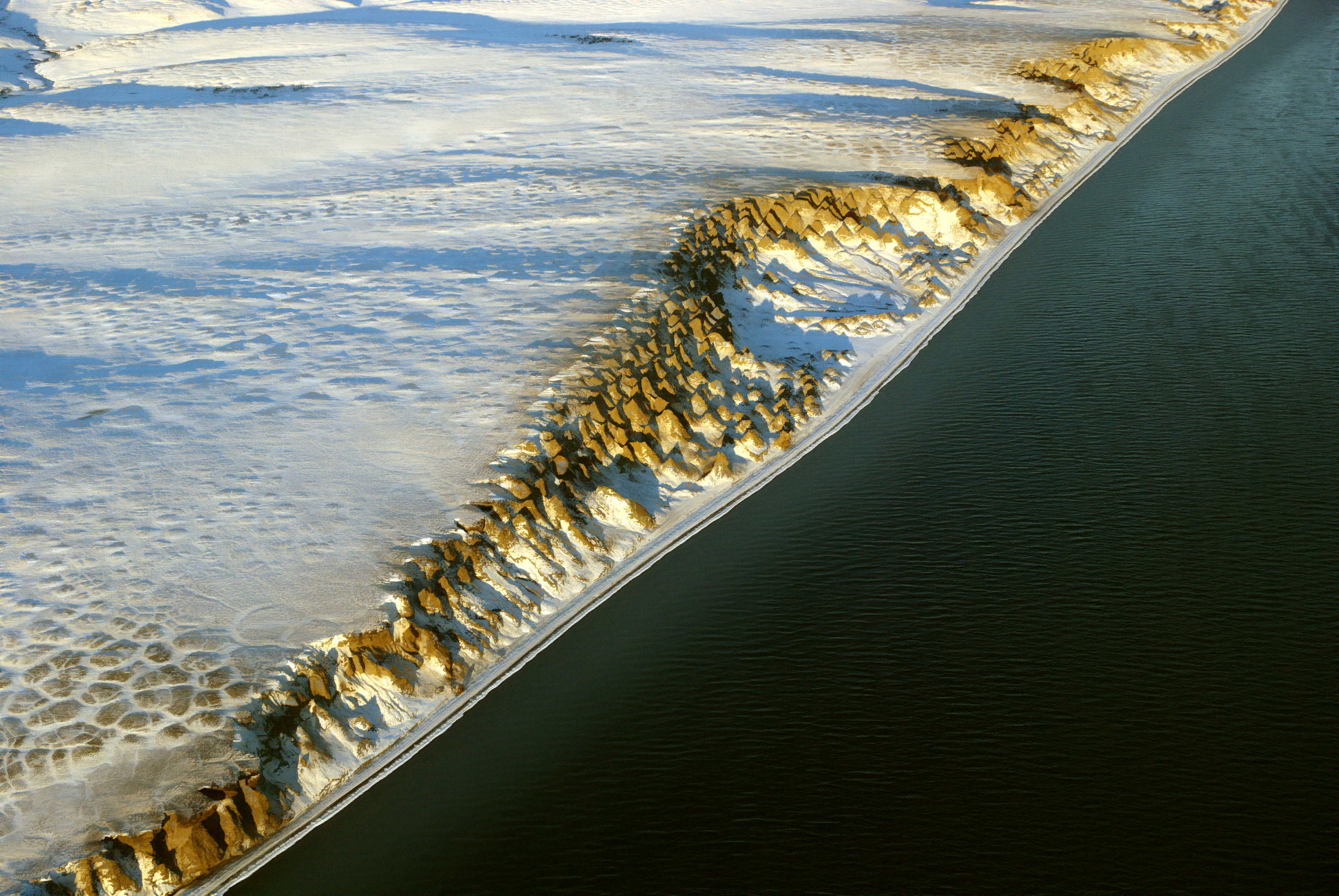
Vue des formations littorales de l'île Stolbovoï. Notez les polygones en bas à gauche et les monticules coniques le long du littoral.

Baïdjarakh (russe : Байджарах), terme basé dans la langue iakoute, est une formation rocheuse naturelle en forme de cône. Ils sont généralement composés de siltite, de tourbe limoneuse ou de limon.

## Description
Les baïdjarakhs se forment en raison de l'activité thermokarst dans les zones périglaciaires . Ils sont le résultat d'un processus cryolithologique par lequel des coins de glace polygonaux fondent dans le pergélisol . Ces formations atteignent généralement une hauteur comprise entre 5 mètres et 10 mètres avec une superficie à la base comprise entre 15 mètres carrés à 20 mètres carrés .
Dans la première phase du processus de fonte des glaces, les baïdjarakhs ont la forme d'un pilier. Lorsque la masse de glace dans les roches environnantes est élevée, elles gonflent et forment des dépressions arrondies appelées Alass (Алаас) en yakoute. Ces dépressions sont généralement comprises entre 8 mètres et 12 mètres de profondeur, mais exceptionnellement peuvent être de 30 mètres de profondeur. Les baïdjarakhs viennent souvent combinés avec des dépressions alass, .
Les formations de baïdjarakh se trouvent à différents endroits de la plaine de Sibérie orientale, telles que l'île de Muostakh, l'île Stolbovoï, l'île Kotelny et la chaîne d'Oulakhan-Sis, ainsi que dans des endroits dispersés de la plaine de Yana-Indigirka . En 1950, un baïdjarakh solitaire était le dernier vestige de l'île Semyonovsky, aujourd'hui disparue, dans la mer de Laptev. Ils se produisent souvent avec des complexes de Yedoma (Едома) et dans des zones avec des coins de glace d'épaisseur considérable.